# Anemia portoricensis
Anemia portoricensis är en ormbunkeart som beskrevs av William Ralph Maxon. Anemia portoricensis ingår i släktet Anemia och familjen Anemiaceae. Inga underarter finns listade.